# Graphium rigidum
Graphium rigidum är en lavart som först beskrevs av Christiaan Hendrik Persoon, och fick sitt nu gällande namn av Pier Andrea Saccardo 1886. Graphium rigidum ingår i släktet Graphium och familjen Microascaceae.   Inga underarter finns listade i Catalogue of Life.